# Ochnephila socialis
Ochnephila socialis är en tvåvingeart som beskrevs av Jean-Jacques Kieffer 1914. Ochnephila socialis ingår i släktet Ochnephila och familjen gallmyggor. Inga underarter finns listade i Catalogue of Life.